# Московские статьи
Московские статьи 1665 года — договор, подписанный в Москве гетманом Иваном Брюховецким и царским правительством. Брюховецкий, пожалованный в Москве боярским титулом за оборону Глухова, пошёл в новом договоре на значительные уступки царской власти, а также подписался под ним «холопом», а не «верным слугой и подданным», как это делали его предшественники.
По договору политические права Войска Запорожского существенно ограничивались, увеличивалась его финансовая и военно-административная зависимость от России. Малороссийские города и земли провозглашались прямыми владениями царя. Гетману запрещалось вступать в дипломатические сношения с иностранными государствами, а выборы гетмана должны были проходить только с разрешения царя и в присутствии русских послов. Для получения клейнодов новоизбранный гетман был обязан ехать в Москву. Увеличивалось количество царских войск на Украине, которые должны были содержаться за счёт местного населения. За сбор налогов перенимали ответственность русские воеводы. Одновременно киевская митрополия переходила в подчинение к Московскому патриархату. Статьи гарантировали возвращение некоторым малороссийским городам Магдебургского права.
Заключение Московских статей усилило недовольство Брюховецким в Гетманщине и ускорило его свержение, несмотря на поднятое Брюховецким антироссийское восстание 1668—1669 годов
В 1699году гетман Демьян Многогрешный заключил с Российским царством более выгодные с точки зрения Гетманщины Глуховские статьи.